# Here and Now (filme de 2018)
Here and Now (br: Segredos e Despedidas) é um filme de drama estadunidense de 2018 dirigido por Fabien Constant, e estrelado por Sarah Jessica Parker e Simon Baker. Sua estréia mundial foi no Tribeca Film Festival em 19 de abril de 2018. Foi lançado nos Estados Unidos em 9 de novembro de 2018 pela Paramount Pictures.

## Elenco
- Sarah Jessica Parker como Vivienne
- Simon Baker como Nick
- Common como Ben
- Taylor Kinney como Jordan
- Waleed Zuaiter como Sami
- Jacqueline Bisset como Jeanne
- Renée Zellweger como Tessa
- Gus Birney como Lucie

## Lançamento
O filme teve sua estreia mundial no Tribeca Film Festival em 19 de abril de 2018. Pouco depois, a Paramount Pictures adquiriu os direitos de distribuição do filme nos Estados Unidos e foi lançado nos cinemas em 9 de novembro de 2018.

## Recepção
No Rotten Tomatoes, o filme tem um índice de aprovação de 23% com base em 22 resenhas, com uma classificação média de 4,03/10. No Metacritic, o filme tem uma pontuação média ponderada de 45 de 100, com base em dez avaliações, indicando "críticas mistas ou médias".